# Anthopterus verticillatus
Anthopterus verticillatus är en ljungväxtart som beskrevs av J.L. Luteyn. Anthopterus verticillatus ingår i släktet Anthopterus och familjen ljungväxter. Inga underarter finns listade i Catalogue of Life.